# Rocka Rolla
Rocka Rolla is het debuutalbum van de Britse heavymetalband Judas Priest, uitgebracht in 1974. Het album werd geproduceerd door Rodger Bain, die bekend is geworden door de eerste 3 albums van Black Sabbath te produceren. De band zag er nog niet uit zoals nu, met leren jassen en studs, maar meer in de hippiestijl.

## Tracklisting
1. "One for the Road" (Downing, Halford) – 4:40
2. "Rocka Rolla" (Downing, Halford, Tipton) – 3:05
3. "Winter" – 3:03
4. "Deep Freeze" – 1:56
5. "Winter Retreat" – 1:31
6. "Cheater" – 2:57
7. "Never Satisfied" (Atkins, Downing) – 4:50
8. "Run of the Mill" (Downing, Halford, Tipton) – 8:33
9. "Dying to Meet You" (Downing, Halford) – 6:16
10. "Caviar and Meths" (Atkins, Downing, Hill) – 2:00
11. "Diamonds and Rust" – 3:12 (Bonus Track)